# سیارک ۵۹۹۵
سیارک ۵۹۹۵ (به انگلیسی: 5995 Saint-Aignan، نامگذاری:1982DK) پنج هزار و نهصد و نود و پنجمین سیارک کشف شده‌است که در ۲۰ فوریه ۱۹۸۲ کشف شد.
قدر مطلق سیارک برابر ۱۳٫۱۰ است.